# Krasologia
Krasologia – dział nauki zajmujący się szczegółowo badaniem krasu. Działy tematyczne nauki zajmują się badaniem składników środowiska krasowego, w tym: hydrologia (a w jej obrębie także hydrogeologia) krasu, geologia krasu, geomorfologia krasu i geochemia krasu. Każdy z tych działów bada odrębne aspekty zjawisk krasowych, a tym samym nie obejmuje holistycznej metodologii badawczej krasowego systemu przyrodniczego.